# Valvestino
Valvestino es un municipio italiano de 165 habitante de la provincia de Brescia, en Lombardía. Se encuentra ubicado en las orillas del lago de Garda en la Val Vestino.

## Evolución demográfica
| Gráfica de evolución demográfica de Valvestino entre 1861 y 2001 |
|                                                                  |
| Fuente ISTAT - elaboración gráfica de Wikipedia                  |

- Datos: Q112151
- Multimedia: Valvestino / Q112151

1. ↑  Worldpostalcodes.org, código postal n.º 25080.
2. ↑  «Codici Catastali». Comuni-italiani.it (en italiano). Consultado el 29 de abril de 2017.